# Glyx-Diät
Die Glyx-Diät ist eine Mode-Diät, bei der überwiegend Lebensmittel mit einem niedrigen glykämischen Index verzehrt werden sollen. Die Mengen an Fetten, Proteinen und Kohlenhydraten sowie der physiologische Brennwert der Nahrung sind hingegen nachrangig. Der Name Glyx-Diät stammt von der Ökotrophologin Marion Grillparzer und dem Gräfe und Unzer Verlag, die den Begriff Glyx 1999 als Kurzform für „glykämischer Index“ einführten. Sie ist als vollwertige Ernährung angelegt, die unter anderem Wert auf Ballaststoffe, lebensnotwendige Fettsäuren, ausreichend Protein, Vitamine und genügend Flüssigkeitszufuhr legt.
Die Glyx-Diät nach Marion Grillparzer berücksichtigt neben den GI-Werten eines Lebensmittels auch, welche Menge und welche Art von Fett enthalten ist. Der Schwerpunkt der Ernährung liegt auf dem regelmäßigen Verzehr von Fleisch und Fisch sowie hochwertigen Fetten. Gleichzeitig wird auf zuckerhaltige Lebensmittel weitestgehend verzichtet. Auch sportliche Betätigung und Entspannung werden empfohlen.
Ein Cochrane-Review von 2023 kommt zu dem Schluss, dass eine Diät mit niedrigem Glykämischen Index nicht effektiver ist als andere Diätformen.

## Das Prinzip
Der Glykämische Index (Glyx, GI) beschreibt die Blutzuckerreaktion nach dem Essen und damit indirekt auch die Insulin-Reaktion des Körpers. Er ist definiert als die relative Fläche unter der Zwei-Stunden-Blutzuckerkurve nach Einnahme von 50 Gramm Kohlenhydraten. Der GI gibt an, wie schnell ein kohlenhydrathaltiges Lebensmittel verdaut und als Zucker in das Blut abgegeben wird. Der GI von Glucose wurde auf 100 festgelegt und gilt als der höchste GI-Wert. Alle anderen Lebensmittel werden hinsichtlich ihrer Wirkung auf den Blutzucker zu diesem Referenzwert ins Verhältnis gesetzt. Der glykämische Index wurde ursprünglich von Medizinern eingeführt, die sich mit der Ernährung bei Diabetes mellitus beschäftigten.
Für die Diät wird zwischen „guten“ und „schlechten“ Kohlenhydraten unterschieden. Kohlenhydrathaltige Lebensmittel mit hohem Glyx, z. B. Traubenzucker, führen zu einem schnellen Blutzuckeranstieg. Der Körper schüttet viel Insulin aus, um den Zucker abzubauen. Je steiler der Blutzuckeranstieg war, desto heftiger fällt die Insulin-Reaktion aus und desto schneller fällt der Blutzuckerspiegel wieder ab, sodass man schneller wieder Hunger bekommt, so die Theorie.
Lebensmittel mit niedrigem Glyx lassen den Blutzuckerspiegel langsamer ansteigen und die Insulin-Spitzenwerte bleiben aus. Bei hohem Insulinspiegel wird aufgenommenes Fett nicht abgebaut, sondern vom Körper gespeichert.

## Zur Berechnung
Der Glyx von Traubenzucker (Glucose) wird auf einen Wert von 100 gesetzt. Einige Tabellenwerke beziehen den Glyx-Wert 100 auch auf die Zufuhr von 50 g Kohlenhydraten aus Weißbrot. Nach dem Traubenzucker-Standard hat Weißbrot einen Glyx von 70, der Umrechnungsfaktor zwischen beiden Standards beträgt demnach 1,4.
100 ist der höchste GI-Wert. Als niedrig gilt ein Wert unter 55. Einen niedrigen Glyx haben zum Beispiel reine Milchprodukte, viele Obst- und Gemüsesorten, Nudeln (egal ob Vollkorn oder nicht). Der mittlere GI liegt bei 55 bis 70, dazu zählen Vollkornbrot, Apfelsaft oder normaler Zucker. Einen hohen Glyx haben zum Beispiel polierter Reis, Weißbrot und Kartoffelpüree.
Da der Glyx allein zu seltsamen Ernährungsempfehlungen führen kann – Speiseeis etwa hat einen niedrigeren GI als Kartoffeln – ziehen die Vertreter dieser und ähnlicher Diäten als Kriterium auch die Glykämische Last heran.

## Bewertung und Kritik
Nach Ansicht der Deutschen Gesellschaft für Ernährung in ihrer aktualisierten Stellungnahme von 2013 sichern die Ergebnisse der Kohlenhydrat-Leitlinien eine Rolle des glykämischen Index für die Prävention ernährungsmitbedingter Krankheiten nicht mit hohen Evidenzgraden ab. Eine mögliche Evidenz besteht den Leitlinien der DGE zufolge zwischen einem hohen GI und einem erhöhten Risiko für Adipositas (bei Frauen), Diabetes mellitus Typ 2, koronaren Herzkrankheiten (bei Frauen) und malignen Tumoren im Kolorektum. Mit wahrscheinlicher Evidenz steigt die Konzentration des Gesamtcholesterols mit einer Ernährung mit hohem GI. Die Berücksichtigung des GI von kohlenhydratreichen Lebensmitteln kann als Orientierungshilfe für qualitativ hochwertige Lebensmittel angesehen werden.
Die Aprilausgabe 2018 des monatlich erscheinenden Fachinformationsdienst der DGE „DGE-Info“ befasst sich u. a. mit der Glyx-Diät. Es wird deutlich, dass die Studienlage bezüglich der Wirkung der Glyx-Diät auf die Gesundheit uneinheitlich ist. „Während einige Studien keinen positiven Effekt von GI/GL auf verschiedene Parameter des Stoffwechsels herausfanden, kamen andere Studien zu dem Ergebnis, dass sich der Glucose- und Insulinstoffwechsel durch einen niedrigen GI/GL günstig beeinflussen lässt. Eine Ernährungsweise mit einem niedrigen GI/GL scheint sich demnach vor allem bei Vorliegen eines Typ 2 Diabetes oder einer gestörten Glucosetoleranz positiv auf den Stoffwechsel (und dabei insbesondere die reduzierte Freisetzung von Insulin) auswirken. Inwiefern sich die Glyx-Diät auf Gesunde bzw. bei vorliegenden Krankheiten wie Bluthochdruck, kardiovaskuläre Krankheiten oder Fettstoffwechselstörungen auswirkt, kann derzeit nicht eindeutig beantwortet werden.“
Die DGE hebt positiv hervor, dass in der Glyx-Diät „auf (zugesetzten) Zucker, Softdrinks, Bier, ernährungsphysiologisch ungünstige Fette und Fastfood verzichtet wird und der Fokus auf wenig verarbeiteten Lebensmitteln liegt.“
„Die Behauptung der Glyx- und LOGI-Anhänger, die Zufuhr von Kohlenhydraten mit hohem GI würden zwangsläufig eine ‚überschießende‘ Insulinausschüttung bewirken, die zu einem Abfall des Blutzuckerspiegels unter das Ausgangsniveau bzw. sogar zu einer Hypoglykämie und damit zwangsläufig zu Heißhunger führen würde, ist nicht haltbar und entbehrt jeglicher physiologischen Grundlage.“
Wird nur der GI-Wert beachtet, so wird die per Lebensmittelzufuhr aufgenommene Energie vernachlässigt (siehe: Energiebilanz der Ernährung). Wer mehr Energie zu sich nimmt als der Körper verbraucht, nimmt jedoch zu, unabhängig vom Glyx. Fett enthält keine Kohlenhydrate und hat daher einen niedrigen GI, aber einen sehr hohen physiologischen Brennwert. So hat eine Scheibe Brot mit Butter und Käse einen niedrigeren GI als eine trockene Scheibe Brot. Die meisten Nahrungsmittel werden nicht isoliert gegessen, sondern mit anderen zusammen. Die einzelnen GI-Werte können aber nicht einfach addiert werden, das führt zu falschen Ergebnissen. Außerdem schwankt die glykämische Reaktion des Körpers auf dasselbe Lebensmittel bei derselben Person teilweise erheblich, selbst innerhalb eines Tages.
Eine fünfjährige Studie mit 1255 Personen, die 2006 im British Journal of Nutrition publiziert wurde, kommt zu dem Ergebnis, dass es keinen signifikanten Zusammenhang zwischen dem glykämischen Index und dem Blutzuckerspiegel gibt. Die Studienleiterin Elizabeth Mayer-Davis folgerte: „Der glykämische Index ist weder für Wissenschaftler noch für Konsumenten zur Entwicklung einer gesunden Ernährung hilfreich“.
In einer Stellungnahme des Deutschen Instituts für Ernährungsforschung von 2007 heißt es: „Die Kausalität der Assoziationen zwischen glykämischer Last und Krankheitsrisiko sind bislang in keinem Fall durch entsprechende Interventionsstudien abgesichert. Die Daten zum Einfluss des glykämischen Index auf die Körpergewichtsentwicklung sind nach wie vor inkonsistent und auch umstritten; es ist noch nicht gezeigt, dass eine Verringerung der glykämischen Last (durch Modifikation oder Reduktion des Kohlenhydratanteils der Diät) anderen diätetischen Interventionen (z. B. Reduktion des Fettanteils) eindeutig und nachhaltig überlegen ist.“